# Ozair Coelho de Souza
Ozair Coelho de Souza (Ponte Alta, 29 de julho de 1967) é um político brasileiro.
Filho de Janyr Wolff de Souza e de Cacilda Coelho de Souza.
Nas eleições de 2006 foi candidato a deputado estadual para a Assembleia Legislativa de Santa Catarina pelo Partido Popular Socialista (PPS), obtendo 6 862 votos e ficando na posição de 3.º suplente, foi convocado duas vezes em 2010, já filiado ao DEM, e tomou posse na 16.ª Legislatura (2007-2011).